# Wendell Lissimore
Wendell Lissimore (Utah, 20 aprile 1985) è un modello statunitense.

## Biografia
Lissimore inizia la propria carriera nel mondo della moda nell'agosto 2006 firmando un contratto con l'agenzia di moda Red Models di New York, grazie al quale compare sul catalogo autunno 2007 di Bloomingdale’s. Nello stesso anno compare anche sull'edizione italiana di Vanity Fair.
L'anno successivo debutta sulle passerelle parigine di Kris Van Assche, Hermès ed Emanuel Ungaro, Thierry Mugler e Jean Paul Gaultier.Inoltre compare su V insieme a Linda Evangelista, fotografati da Sebastien Faena, oltre che su GQ Style e OUT. Il 12 marzo 2008 il sito web Theimagist.com segnala Lissimore come nuovo modello del mese. Lissimore è inoltre protagonista della campagna pubblicitaria della Adidas e di Stone Island.
A luglio 2008 è comparso sulla copertina di D La Repubblica delle donne insieme a suo figlio Phoenix.

## Agenzie
- Ford Models - Parigi
- Red Models - New York
- AMCK Models - Londra